# Pentathlon moderno ai Giochi della XXXI Olimpiade - Gara femminile
La competizione del pentathlon moderno femminile dei giochi olimpici di Rio de Janeiro 2016 si è svolta dal 18 al 19 agosto 2016 presso l'Arena da Juventude (scherma), il Centro Aquático de Deodoro (nuoto) e l'Estádio de Deodoro (equitazione, corsa e tiro a segno).

## Programma
| Data                    | Ora   | Turno                             |
| ----------------------- | ----- | --------------------------------- |
| Giovedì, 18 agosto 2016 | 14:30 | Scherma (definizione graduatoria) |
| Venerdì, 19 agosto 2016 | 12:00 | Nuoto                             |
| Venerdì, 19 agosto 2016 | 14:00 | Scherma                           |
| Venerdì, 19 agosto 2016 | 15:30 | Equitazione                       |
| Venerdì, 19 agosto 2016 | 18:00 | Evento Combinato                  |

## Formato
Il Pentathlon moderno consiste in cinque prove, le quali si svolgono tutte nello stesso giorno. Il formato della gara olimpica è leggermente differente da quello tradizionale, con due eventi combinati alla fine.
- Scherma: Girone all'italiana, specialità della spada, si vince alla prima stoccata. Il punteggio è basato sulla percentuale di vittorie.
- Nuoto: 200 metri stile libero. Il punteggio è basato sul tempo.
- Equitazione: Competizione di salto. Il punteggio è basato sulle penalità per gli ostacoli abbattuti, rifiuti, cadute, e l'essere oltre il tempo limite.
- Combinata Corsa/Tiro: Corsa di 3 km combinato al tiro a segno (l'atleta deve colpire 5 bersagli in 70 secondi) ad ogni chilometro. Le partenze di ogni atleta avvengono con ritardo basato sui punti conquistati nei primi tre eventi, di modo che l'ordine di arrivo dell'ultima prova coincide con la classifica finale dell'intera competizione.[1]

## Risultati
Legenda
♦ Il miglior tisultato di ciascun evento è evidenziato in giallo e contrassegnato con il simbolo del diamante.
| Class   | Nazione       | Atleta                | Nuoto Tempo (p.) | Scherma Vittorie (p.) | Equitazione Tempo (p.) | Evento combinato Tempo (p.) | Totale |
| ------- | ------------- | --------------------- | ---------------- | --------------------- | ---------------------- | --------------------------- | ------ |
| Oro     | Australia     | Chloe Esposito        | 2:12.38 (303)    | 19 (215)              | 77.60 (284)            | 12:10.19 (570)              | 1372   |
| Argento | Francia       | Élodie Clouvel        | 2:08.62 (315)    | 21 (227)              | 70.05 (293)            | 12:59.06 (521)              | 1356   |
| Bronzo  | Polonia       | Oktawia Nowacka       | 2:16.67 (290)    | 27 (264)♦             | 70.69 (293)            | 13:18.50 (502)              | 1349   |
| dq      | Cina          | Chen Qian             | 2:18.75 (284)    | 22 (232)              | 76.67 (292)            | 12:45.07 (535)              | 1343   |
| 4       | Germania      | Annika Schleu         | 2:19.34 (282)    | 17 (202)              | 68.06 (293)            | 12:21.95 (559)              | 1336   |
| 5       | Gran Bretagna | Kate French           | 2:16.17 (292)    | 17 (202)              | 75.49 (300)♦           | 12:43.08 (537)              | 1331   |
| 6       | Irlanda       | Natalya Coyle         | 2:17.38 (288)    | 19 (215)              | 73.69 (300)♦           | 12:58.13 (522)              | 1325   |
| 7       | Italia        | Alice Sotero          | 2:12.63 (303)    | 20 (221)              | 72.91 (279)            | 13:00.47 (520)              | 1323   |
| 8       | Gran Bretagna | Samantha Murray       | 2:10.81 (308)    | 14 (192)              | 73.23 (279)            | 12:38.54 (542)              | 1321   |
| 9       | Kazakistan    | Yelena Potapenko      | 2:11.52 (306)    | 17 (202)              | 73.74 (293)            | 13:07.48 (513)              | 1314   |
| 10      | Messico       | Tamara Vega           | 2:16.89 (290)    | 15 (190)              | 72.93 (300)♦           | 12:49.39 (531)              | 1311   |
| 11      | Russia        | Donata Rimšaitė       | 2:22.09 (274)    | 17 (202)              | 77.20 (284)            | 12:32.67 (548)              | 1308   |
| 12      | Giappone      | Natsumi Tomonaga      | 2:15.63 (294)    | 15 (190)              | 77.03 (298)            | 12:55.44 (525)              | 1307   |
| 13      | Corea del Sud | Kim Sun-woo           | 2:16.06 (292)    | 16 (197)              | 75.52 (300)♦           | 13:04.28 (516)              | 1305   |
| 14      | Russia        | Gulnaz Gubaydullina   | 2:07.94 (317)♦   | 8 (148)               | 78.91 (290)            | 12:30.76 (550)              | 1305   |
| 15      | Canada        | Melanie McCann        | 2:20.81 (278)    | 23 (240)              | 75.75 (300)♦           | 13:42.43 (478)              | 1296   |
| 16      | Ungheria      | Sarolta Kovács        | 2:09.02 (313)    | 17 (203)              | 79.04 (268)            | 13:17.09 (503)              | 1287   |
| 17      | Cina          | Zhang Xiaonan         | 2:22.67 (272)    | 22 (234)              | 75.72 (279)            | 13:20.79 (500)              | 1285   |
| 18      | Polonia       | Anna Maliszewska      | 2:20.30 (280)    | 16 (200)              | 79.41 (282)            | 13:01.21 (519)              | 1281   |
| 19      | Stati Uniti   | Margaux Isaksen       | 2:19.91 (281)    | 18 (209)              | 70.24 (293)            | 13:23.90 (497)              | 1280   |
| 20      | Guatemala     | Isabel Brand          | 2:22.57 (273)    | 14 (184)              | 72.88 (293)            | 12:54.11 (526)              | 1276   |
| 21      | Bielorussia   | Anastasija Prakapenka | 2:25.69 (263)    | 10 (162)              | 76.28 (289)            | 12:22.98 (558)              | 1272   |
| 22      | Brasile       | Yane Marques          | 2:14.30 (298)    | 16 (196)              | 72.28 (286)            | 13:31.64 (489)              | 1269   |
| 23      | Italia        | Claudia Cesarini      | 2:20.85 (278)    | 17 (205)              | 87.95 (261)            | 13:04.34 (516)              | 1260   |
| 24      | Stati Uniti   | Isabella Isaksen      | 2:20.20 (280)    | 20 (221)              | 80.31 (285)            | 13:51.96 (469)              | 1255   |
| 25      | Rep. Ceca     | Barbora Kodedová      | 2:24.70 (266)    | 20 (220)              | 106.28 (249)           | 13:25.36 (495)              | 1230   |
| 26      | Ungheria      | Zsófia Földházi       | 2:12.05 (304)    | 11 (168)              | 119.34 (222)           | 12:46.02 (534)              | 1228   |
| 27      | Argentina     | Iryna Khokhlova       | 2:19.77 (281)    | 14 (184)              | 90.01 (268)            | 13:53.53 (467)              | 1200   |
| 28      | Lituania      | Ieva Serapinaitė      | 2:14.43 (297)    | 15 (190)              | 69.50 (265)            | 14:29.68 (431)              | 1183   |
| 29      | Ucraina       | Anastasiya Spas       | 2:14.54 (297)    | 16 (196)              | 120.69 (221)           | 15:16.82 (384)              | 1098   |
| 30      | Lituania      | Laura Asadauskaitė    | 2:21.01 (277)    | 19 (216)              | E (0)                  | 12:01.01 (579)♦             | 1072   |
| 31      | Germania      | Lena Schöneborn       | 2:21.74 (275)    | 24 (244)              | E (0)                  | 12:54.21 (526)              | 1045   |
| 32      | Canada        | Donna Vakalis         | 2:22.12 (274)    | 22 (233)              | E (0)                  | 13:36.19 (484)              | 991    |
| 33      | Cuba          | Leydi Moya            | 2:15.75 (293)    | 14 (184)              | E (0)                  | 13:11.07 (509)              | 986    |
| 34      | Turchia       | İlke Özyüksel         | 2:17.79 (287)    | 10 (160)              | E (0)                  | 12:49.98 (531)              | 978    |
| 35      | Egitto        | Haydy Morsy           | 2:26.11 (262)    | 14 (184)              | E (0)                  | 13:24.93 (496)              | 942    |